# La danza degli elefanti
La danza degli elefanti (Elephant Boy) è un film di avventura del 1937 diretto da Zoltán Korda e Robert J. Flaherty, basato sul racconto di Rudyard Kipling Toomai degli elefanti. È recitato da attori non professionisti. Per il piccolo protagonista, Sabu, questo sarà tuttavia l'inizio di una lunga carriera di attore cinematografico.
È stato presentato in concorso alla Mostra del cinema di Venezia 1937, dove ha ricevuto un premio per la miglior regia.

## Trama
Toomai è figlio di un kornak (cioè di un guidatore d'elefanti).
Rimasto orfano durante una battuta di caccia, per evitare che l'elefante del padre venga regalato ad un altro kornak, Toomai decide di scappare insieme al pachiderma nella foresta, dove assiste alla danza degli elefanti...

## Riconoscimenti
- Mostra del cinema di Venezia 1937
  - Miglior regia

Nel 1937 il National Board of Review of Motion Pictures l'ha inserito tra i migliori film stranieri dell'anno.